# NGC 1262
NGC 1262 est une très vaste et lointaine galaxie spirale intermédiaire (barrée ?) située dans la constellation de l'Éridan. NGC 1262 a été découverte par l'astronome américain Francis Leavenworth en 1885.

## Caractéristiques
Sa vitesse par rapport au fond diffus cosmologique est de 34 514 ± 41 km/s, ce qui correspond à une distance de Hubble de 509 ± 36 Mpc (∼1,66 milliard d'al).
Pour une galaxie découverte avant les années 1900 et inscrite dans les catalogues de John Dreyer, il s'agit sans doute (à confirmer) de la plus lointaine galaxie.
La classe de luminosité de NGC 1258 est III.